# Ardatov
Ardatov (Russisch: Ардатов) is een stad in de Russische autonome republiek Mordovië. De stad ligt op 114 kilometer ten noordoosten van Saransk, op de oever van de rivier de Alatyr.
De oudste vermelding van Ardatov dateert van 1671, toen het dorp Ardatovo (Russisch: Арда́тово) genaamd. Ardatov verkreeg de stadsstatus in 1780.
| 1897  | 1939  | 1959  | 1970  | 1979  | 1989   | 2002  |
| ----- | ----- | ----- | ----- | ----- | ------ | ----- |
| 4.838 | 7.400 | 8.400 | 9.500 | 9.200 | 10.027 | 9.587 |

Bestuurlijk centrum: Saransk

Ardatov · Insar · Kovylkino · Krasnoslobodsk · Roezajevka · Temnikov